# Reserva natural urbana Parque del Este
La reserva natural urbana Parque del Este o simplemente reserva Parque del Este, es un área protegida municipal situada en el partido de Baradero, en el nordeste de la provincia de Buenos Aires, centro-este de la Argentina, a unos 80 km al noroeste del área de conurbación Gran Buenos Aires.

## Ubicación e historia
La reserva natural urbana Parque del Este se encuentra localizada en las coordenadas: 33°48′33.26″S 59°29′18.78″O / -33.8092389, -59.4885500. Forma parte del “Sistema de Áreas Naturales Protegidas del Partido de Baradero”.
Fue ideada y construida bajo la gestión del intendente Dr. Aldo M. Carossi, en un predio que en parte (el sector alto) se empleaba como un basural a cielo abierto. Las tareas comenzaron en el año 2006. El arquitecto Augusto Pederiva fue el encargado de llevar adelante el proyecto de la infraestructura general. Contó con el apoyo, entre otros, del director de Gestión Ambiental: Miguel Germann, un naturalista dedicado al relevamiento y protección de la biodiversidad regional.
Intentando conjugar la dualidad del predio, se lo dividió en dos áreas: a una se le dio el destino de ser una unidad de conservación biológica, representada por la reserva urbana propiamente dicha. La segunda es un área verde de espacio público, constituido por el Parque Recreativo Didáctico. Mediante la ordenanza 3743/08, en el año 2008 se lo dotó de un Plan de Manejo el que fue elaborado por la municipalidad de Baradero, la que contó con el asesoramiento y consulta de la Fundación de Historia Natural Félix de Azara, la Fundación OGA, Aves Argentinas y la Administración de Parques Nacionales. Fue oficialmente inaugurada el 6 de noviembre de 2011.
Infraestructura
Se cavó el suelo del sector de bajíos para crear allí un cuerpo léntico de unos 250 metros de largo, al que se lo denominó «laguna de los Patos». Se diseñaron senderos que permiten conocer su patrimonio biológico, como el “Sendero de la barranca”.
Posee tres cabañas: Sala de vigilancia e información, sala de mantenimiento y sanitarios.
Está provista de comodidades para la realización de campamentos educativos. Cuenta con un área de usos múltiples denominada: «Refugio Emilio Frey», en homenaje al Ing. Emilio Frey, oriundo de Baradero, quien fuera el primer guardaparques argentino, encargado de velar por el primer parque nacional del país: el parque nacional Nahuel Huapi. Este refugio fue diseñado para ser un instrumento puesto al objetivo de la educación ambiental, pudiendo recibir científicos, estudiantes, artistas, turistas, etc.
La reserva también posee dos viveros. En el sector de pie de barranca hay un vivero de plantas nativas —formado por dos sombracúlos—, en el cual se producen ejemplares para reintroducir en el espacio protegido; además de posee un fin didáctico y educativo; dicha herramienta de conservación se denomina: “Vivero Juan Carlos Chébez” en honor al naturalista homónimo. El otro se localiza en su sector alto, allí tiene su sede el “Vivero Municipal ingeniero agrónomo Luciano M. R. Stabile”, el cual lleva el nombre de su creador. Allí se reproducen y desarrollan los ejemplares que más tarde serán plantados en las veredas, paseos públicos, jardines y plazas de las localidades del partido de Baradero.   
La reserva cuenta con un minizoo donde en recintos son albergados y se rehabilitan ejemplares enfermos, heridos o decomisados, en especial los secuestrados por el puesto de control de Gendarmería Nacional que se sitúa sobre un nudo de rutas en las afueras de la ciudad de Zarate, donde son incautados muchos animales que se trafican ilegalmente desde el norte.

## Características generales
En la clasificación de Papadakis, al clima del área se lo incluye en el pampeano subtropical, gracias a la acción morigeradora del río Baradero con aguas provenientes de latitudes intertropicales. La temperatura anual promedio es de 17,2 °C, y las precipitaciones anuales totalizan más de 1100 mm, y están repartidas especialmente entre los meses cálidos. En invierno suelen presentarse moderadas heladas.

## Patrimonio biológico
Ecorregiones
Ecorregionalmente su superficie emergida pertenece a tres ecorregiones terrestres: el sector de pastizales sobre la terraza se incluyen en la pampas húmedas; el sector de la barranca se adscribe al espinal; finalmente, el sector de bajios ribereños es propio de la del delta e islas del río Paraná.
Las aguas del río Baradero y las lagunas de los bajíos se insertan en la ecorregión de agua dulce Paraná inferior.
Fauna
Son numerosas las especies de aves ya detectadas en el área protegida; muchas de ellas nidifican en la misma. También presenta mamíferos, peces, anfibios y reptiles. Entre sus insectos destacan las mariposas.
Flora
En las áreas próximas al río Baradero se encuentran el ceibo, el sauce criollo, y el aliso de río, es decir, vegetación característica del delta del Paraná, perteneciente al distrito fitogeográfico de las selvas mixtas de la provincia fitogeográfica paranaense.
En la barranca se presentan bosques con talas de buen porte, cina-cinas, y espinillos, árboles pertenecientes al subdistrito fitogeográfico del tala del distrito fitogeográfico del algarrobo, correspondiente a la provincia fitogeográfica del espinal. Destaca la población de chañar, del cual el área protegida cuenta con grandes ejemplares e incluso bosquete monoespecíficos al pie de la barranca, los cuales, en razón de la alteración y destrucción de la región perpetrada por el desarrollo humano, se han vuelto una rareza en el nordeste bonaerense.  
En las áreas abiertas se presentan los restos del pastizal pampeano, perteneciente al distrito fitogeográfico pampeano oriental, perteneciente a la provincia fitogeográfica pampeana. Allí dominan las plantas herbáceas, en especial las gramíneas. La comunidad característica se denomina flechillar, se encuentra alterada por la ganadería, y mayormente destruida totalmente por la agricultura. Otras comunidades edáficas e hidrófilas se presentan en los bordes de la laguna de los Patos, donde se encuentran juncales, cataisales y duraznillares.

## Amenazas
La vegetación original se ve amenazada por la invasión de especies exóticas, por ejemplo las de origen chino como la mora blanca, la morera de papel y el ligustro, o de origen estadounidense como la acacia negra. Los pastizales sufren la invasión del abrojo y varias especies de tréboles. Todas estas especies lograrían desarrollar neoecosistemas muy estables, pero a la vez biológicamente muy pobres.
El mantener una superficie natural extensa es indispensable para la eficaz conservación de los entramados ecosistémicos que forman la interacción de sus componentes naturales. Es por eso que la autorización para que en un sector de la reserva se construya un emprendimiento privado –“Club del Yate”-, resultaría en desmedro de la perpetuación de sus recursos naturales.
  Cerca de 3 ha del área de los bajos ribereños al río fueron para ello desafectadas. Ya en septiembre de 2009 el remanente boscoso había perdido un sector del bosque de barranca del centro del parque que se mantenía en buen estado de conservación (zona intangible), al permitirse la apertura de una bajada vehicular, en vez de realizar la comunicación entre el pie y la cresta mediante la construcción de ondulantes senderos interpretativos.
Un error de concepto básico es la liberación en el área protegida de especies faunísticas exóticas o variedades domésticas de autóctonas, esto no responde a los criterios mínimos de administración de una reserva natural.
Del mismo modo, la insistencia en el empleo de ejemplares de especies arbóreas exóticas (casuarinas, cipreses lamberteanas, eucaliptos, álamos plateados, etc.) en la parquización del sector Recreativo-Didáctico y de la zona lindera a la reserva, erosiona el valor conservacionista del predio y lo insulariza biológicamente, además de marcar una contradicción con el mensaje de revalorización de las especies nativas. 
Otro de los problemas son los incendios intencionales, y la falta de medios adecuados para extinguirlos rápidamente, antes que puedan destruir la infraestructura y afectar la vegetación más sensible.

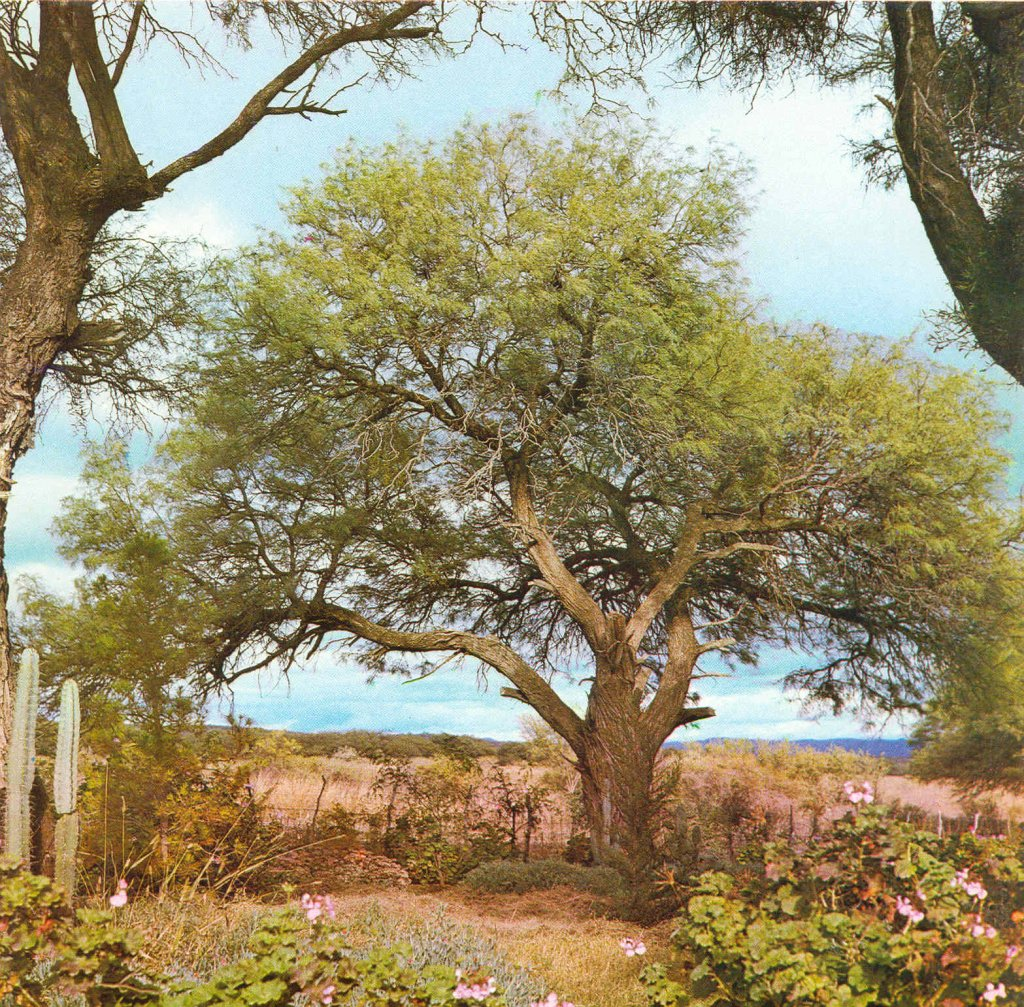
El algarrobo blanco es una especie arbórea amenazada de extinción en su distribución austral (el nordeste bonaerense). La reserva protege importantes ejemplares.

## Visitas a la reserva
Desde la ciudad de Buenos Aires dista 142 km. Mediante automóvil, se llega por la autopista Panamericana, de la que la reserva dista 7 km. Se deja dicha carretera al tomar la ruta de acceso a la ciudad de Baradero (la localidad más antigua de la provincia, fundada en el año 1615), de cuyo centro se encuentra 1 km hacia el este.
Es ideal para paseos recreativos, o para avistar aves, plantas, insectos, y naturaleza en general. Mediante senderos, el visitante puede observar un variado conjunto de especies de animales y vegetales nativos del nordeste bonaerense.
Se hacen visitas guiadas de interpretación ambiental guiadas por orientadores especializados, sirviendo el predio de escenario viviente para complementar a los educadores la enseñanza de biología o ciencias naturales, además de promover en los jóvenes una toma de conciencia sobre la problemática medioambiental. Merced a un acuerdo con la secretaría de Turismo de la provincia, son frecuentes las visitas de contingentes de escolares, a razón de alrededor de unos 100 al día.
Al ser una reserva natural urbana, sus roles principales son la educación, la conservación de los recursos biológicos, la investigación científica, la participación de la ciudadanía y, por último, el esparcimiento de la población. A los niños y jóvenes de las escuelas de todos los niveles, la reserva los acerca a la naturaleza, actuando como un aula a cielo abierto.
La reserva puede ser visitada los siete días de la semana, siendo la entrada gratuita.